# MDNA
MDNA è il dodicesimo album in studio della cantautrice statunitense Madonna, pubblicato il 26 marzo 2012. Il primo singolo estratto, Give Me All Your Luvin', portò l'album alla prima posizione in 49 paesi in dodici ore, diventando il disco più venduto su iTunes in un solo giorno. Si piazzò inoltre alla posizione numero 2 in Giappone e alla 3 in Australia. Nell'album è presente anche il brano Masterpiece, vincitore di un Golden Globe come "Miglior canzone originale", colonna sonora del film W.E., diretto da Madonna.
Nella prima settimana vendette nei soli Stati Uniti 359.000 copie, permettendogli di debuttare alla prima posizione della classifica generale di Billboard.
Il secondo singolo estratto fu Girl Gone Wild, prodotto da Madonna insieme ai cugini Benny Benassi e a Alle Benassi. Il relativo video uscì il 22 marzo 2012.
Secondo la rivista Billboard, MDNA è il dodicesimo album più venduto del 2012 negli Stati Uniti con 477.000 copie vendute, il terzo se si considerano solo gli album di artiste femminili. Con questo album Madonna stabilì un nuovo record, infatti, con i singoli Give me All Your Luvin' , Girl Gone Wild e Turn Up the Radio la cantante arrivò ad un totale di 43 singoli piazzati alla posizione numero uno della classifica dance di Billboard,. Inoltre, Give me All Your Luvin' fece raggiungere a Madonna il nuovo record che ella stessa già deteneva, cioè il maggior di singoli piazzatisi tra i primi dieci posti nella classifica generale di Billboard, ovvero 38. Al 31 dicembre 2016, l'album aveva venduto oltre 2 milioni di copie nel mondo.

## Produzione
L'11 gennaio 2012 Madonna ha dichiarato, durante un'intervista al Graham Norton Show, che il titolo dell'album sarebbe stato MDNA. Nello stesso mese, durante i Golden Globe Madonna ha definito il suo album "ad alta tensione". Ha inoltre commentato la collaborazione con William Orbit affermando che quest'ultimo "ha portato MDNA ad un livello superiore": «Abbiamo lavorato insieme per anni tanto da finire uno le frasi dell'altro. Conosce i miei gusti e ciò che mi piace. Quando entriamo in uno studio di registrazione insieme, accade la magia.»
Il 4 luglio 2011, il manager di Madonna, Guy Oseary, ha annunciato via Twitter l'inizio della preparazione del nuovo album dell'artista: "È ufficiale, è il primo giorno di Madonna in sala di registrazione per il nuovo album".
Il 15 dicembre dello stesso anno la popstar ha annunciato l'uscita dell'album prevista per marzo 2012. Sarà il primo pubblicato dalla Interscope Records con la quale ha firmato un contratto che vedrà la collaborazione con l'etichetta per altri due album, dopo MDNA. In un'intervista con V Music Australia Martin Solveig, uno dei produttori di MDNA, ha elogiato la partecipazione di Madonna nella produzione dell'album, sottolineando come la cantante abbia collaborato con lui ascoltando ogni pezzo che le venisse proposto.

## Titolo e copertina
Il titolo MDNA le è stato suggerito da M.I.A. come abbreviazione del suo nome, come spiegato dal produttore Solveig: «Ci siamo divertiti con le iniziali, M.I.A. le disse, 'Dovresti chiamare il tuo album MDNA perché sarebbe un'ottima abbreviazione e spelling del tuo nome.' Dopo abbiamo compreso che ci sono molti modi per dare un significato a quelle iniziali - il più importante è che potrebbe essere il DNA di Madonna. Non c'è nessuna intenzione di promuovere le droghe. Eccetto per le droghe innocue ed eccitanti: come la musica.» Questa particolare somiglianza con la droga MDMA (ecstasy), come accennato dal produttore, ha dato adito a diverse polemiche. La copertina dell'album è stata lanciata attraverso la pagina Facebook della cantante il 31 gennaio 2012. Jocelyn Vena di MTV ha commentato la copertina definendola "un cenno al suo amore per la disco, la cantante esprime in pieno se stessa in una fotografia glamour decostruita, piena di colori vibranti.

## Promozione

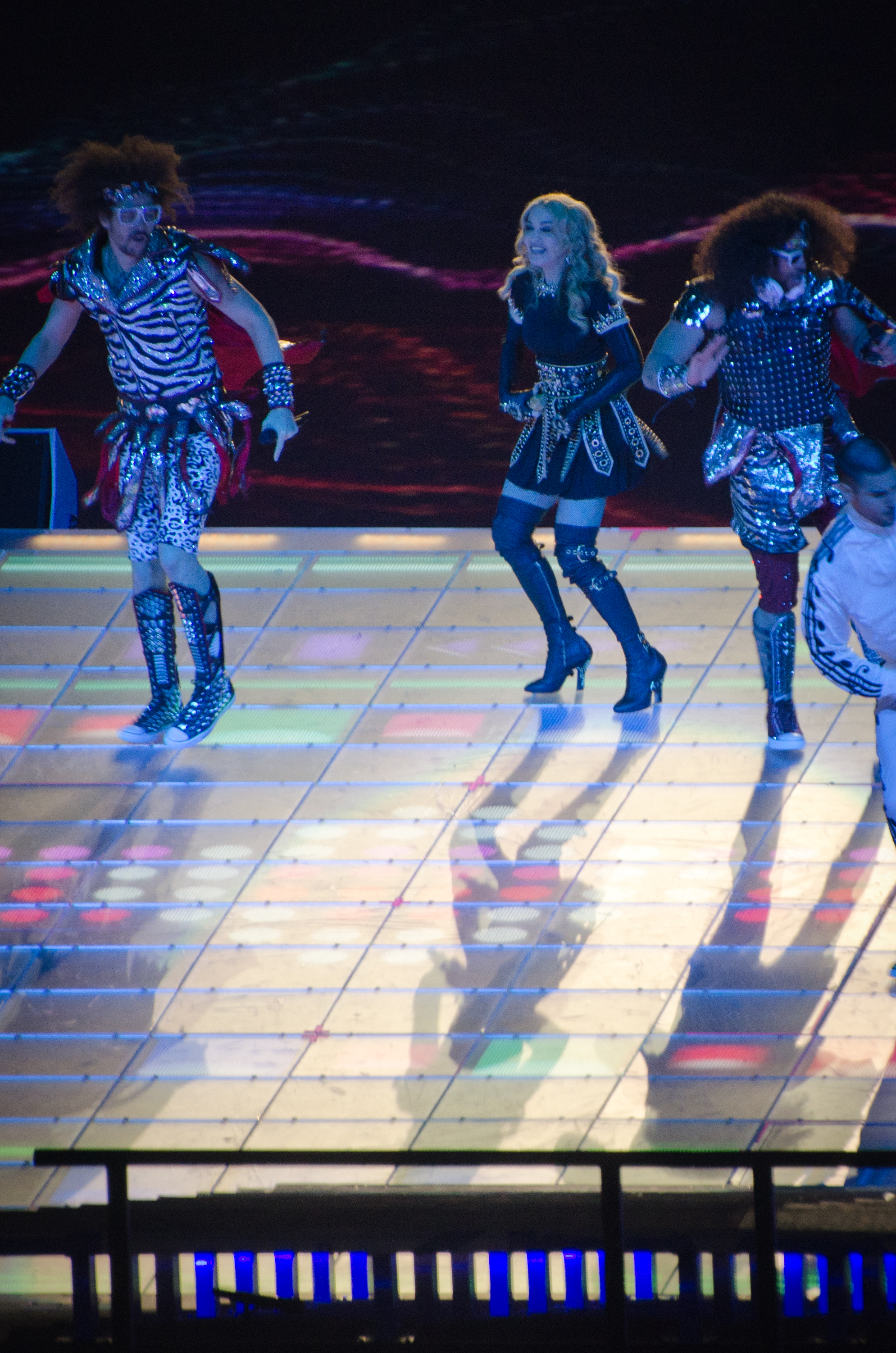
Madonna al Super Bowl XLVI, insieme agli LMFAO

Il 5 febbraio 2012 Madonna si è esibita al Bridgestone Halftime Show del Superbowl americano registrando 111.3 milioni di ascoltatori con uno share del 71% e un rating del 47, ma il picco massimo si è avuto con l'esibizione di Madonna che ha catturato l'attenzione di ben 114 milioni di americani, superando anche i Black Eyed Peas che l'anno scorso erano arrivati a 110 milioni.
Lo spettacolo è iniziato con l'apparizione di Madonna nelle sembianze della dea iside circondata da una schiera di centurioni romani, per poi cantare Vogue, seguito da Music in cui sono apparsi gli LMFAO con un medley di Party Rock Anthem e Sexy And I Know It. Dopodiché è stato la volta di Give Me All Your Luvin’ cantata insieme a Nicki Minaj e M.I.A.. Per terminare, lo spettacolo si è chiuso con Cee Lo Green con il brano Open Your Heart e con Like A Prayer accompagnato da un coro gospel.

## Tour
Il 6 febbraio 2012 Madonna ha annunciato il suo nono tour mondiale che è partito il 31 maggio da Israele. Il tour, promosso dalla Live Nation Entertainment, toccherà 26 città europee tra cui Londra, Parigi, Milano, Firenze, Roma, Copenaghen, Amsterdam, Vienna, Dublino e Berlino; e 26 città americane durante il leg americano che inizierà il 28 agosto 2012. Il tour risulta essere il tour di maggior successo del 2012 con 88 sold out su 88 ed un incasso di 305 milioni di dollari e due milioni e seicentomila spettatori totali. Nel 2013 Madonna è stata premiata per il suo MDNA tour da Billboard, essendo stato, il tour, il più proficuo del 2012.

## Tracce
Madonna il 3 febbraio 2012 ha annunciato che per l'album sono state registrate 16 canzoni rivelando anche la copertina dell'album. Il 6 febbraio ha inoltre aggiunto che dell'album saranno distribuite due versioni: una standard e una deluxe, rivelando anche la copertina della versione standard. La versione standard conterrà solo 12 tracce, mentre quella deluxe tutte e 16 più un remix di Give Me All Your Luvin'. Alcuni brani non sono disponibili nella versione censurata del disco. Inoltre quando su iTunes è partito il preordine, e per i successivi tre giorni, è stato possibile acquistare una versione deluxe con 18 tracce comprendente anche la versione acustica di Love Spent.
1. Girl Gone Wild – 3:42 (Madonna, Jenson Vaughan, Alle Benassi, Benny Benassi)
2. Gang Bang – 5:26 (Madonna, William Orbit, Priscilla Hamilton, Keith Harris, Mika, Don Juan Demo Casanova, Stephen Kozmeniuk) – Non presente nella versione censurata del disco
3. I'm Addicted – 4:32 (Madonna, Alle Benassi, Benny Benassi)
4. Turn Up the Radio – 3:46 (Madonna, Martin Solveig, Michael Tordjman, Jade Williams)
5. Give Me All Your Luvin' (feat. Nicki Minaj e M.I.A.) – 3:22 (Madonna, Martin Solveig, Nicki Minaj, M.I.A., Michael Tordjman)
6. Some Girls – 3:56 (Madonna, William Orbit, Klas Åhlund)
7. Superstar – 3:55 (Madonna, Indiigo, Michael Malih)
8. I Don't Give A (feat. Nicki Minaj) – 4:19 (Madonna, Martin Solveig, Nicki Minaj, Julien Jabre)
9. I'm a Sinner – 4:54 (Madonna, William Orbit, Baptiste)
10. Love Spent – 3:46 (Madonna, William Orbit, Baptiste, Priscilla Hamilton, Alaine Whyte, Ryan Buendia, Michael McHenry)
11. Masterpiece – 3:58 (Madonna, Julie Frost, Jimmy Harry)
12. Falling Free – 5:12 (Madonna, Laurie Mayer, William Orbit, Joe Henry)

Tracce bonus dell'edizione deluxe
1. Beautiful Killer – 3:49 (Madonna, Martin Solveig, Michael Tordjman)
2. I Fucked Up – 3:29 (Madonna, Martin Solveig, Julien Jabre) – Non presente nella versione censurata del disco
3. B-Day Song (feat. M.I.A.) – 3:34 (Madonna, M.I.A., Martin Solveig)
4. Best Friend – 3:20 (Madonna, Alle Benassi, Benny Benassi)
5. Give Me All Your Luvin' (feat. Nicki Minaj e LMFAO) – 4:02 (Madonna, Martin Solveig, Nicki Minaj, Maya Arulpragasam, Michael Tordjman)

Tracce bonus dell'edizione deluxe giapponese
1. Girl Gone Wild (Justin Cognito Edit Remix) – 3:37 (Madonna, Jenson Vaughan, Alle Benassi, Benny Benassi)

Tracce bonus dell'edizione deluxe di iTunes
1. Love Spent (Acoustic Version) – 4:26 (Madonna, William Orbit, Baptiste, Priscilla Hamilton, Alaine Whyte, Ryan Buendia, Michael McHenry)

## Formazione
- Madonna - voce, chitarra acustica
- Jeff Carney - basso
- Demacio Castellon - basso, batteria
- William Orbit - basso, batteria, chitarra, organo, synth, tastiere, tubo, vibrafono, cori
- Alain Whyte - basso, chitarra, chitarra acustica, chitarra slide, armonico, pianoforte, cori
- Klas Åhlund - basso, chitarra, chitarra acustica, chitarra elettrica, chitarra tremolo, percussioni, synth, tastiere, vibrafono, vocoder, cori
- Alan Tilston - batteria, percussioni
- Julien Jabre - batteria, chitarra elettrica, synth
- Michael Turco - batteria, synth, tastiere
- Martin Solveig - batteria, synth, tastiere, cori
- Jean Baptiste Gaudray - chitarra
- Jimmy Harry - chitarra acustica, tastiere, percussioni, vocoder
- Stacey Shames - arpa
- Barbara Currie - corno francese
- Bob Carlisle - corno francese
- David Wakefield - corno francese
- Michael Tordjman - synth
- Romain Faure - synth
- Stephen Kozmeniuk - synth, tastiere, vocoder
- Desiree Elsevier - viola
- Dov Scheindlin - viola
- Mary Hammann - viola
- Vincent Lionti - viola
- Ann Lehmann - violino
- Avril Brown - violino
- David Chan - violino
- Katherine Fong - violino
- Sean Carney - violino
- Sylvia Volpe - violino
- Yuri Vodovoz - violino
- Diane Barere - violoncello
- Ellen Westermann - violoncello
- Stephanie Cummins - violoncello
- Lola Leon - cori

## Outtakes & demos
- Baby (feat. M.I.A.)
- Bang Bang Boum (Madonna, William Orbit, Priscilla Hamilton, Keith Harris, Jean-Baptiste, Mika) - demo successivamente rielaborato della canzone "Gang Bang". La traccia contiene alcune parti del testo della versione definitiva, ma la composizione è completamente diversa e l'intonazione delle parti vocali è molto differente, con uno stile simile alle composizioni di Mika. Il brano è trapelato in rete a maggio 2012.

## Successo commerciale

### Stati Uniti e Canada
MDNA ha debuttato alla prima posizione della Billboard 200 vendendo 359.000 copie nella prima settimana. Il debutto di MDNA risulta il più alto a livello di vendite di Madonna da quello di Music del 2000, che aveva registrato 420.000 copie nella sua prima settimana. Nella sua seconda settimana nella classifica statunitense, l'album ha venduto solo 48.000 copie, le basse vendite hanno fatto crollare l'album all'ottava posizione, registrando un calo dell'86.7%.
L'album riesce a resistere per sole 9 settimane all'interno della Classifica Americana; esce definitivamente dalle prime 200 posizioni nella decima settimana di vendite.
MDNA diventa quindi l'album di Madonna col minor numero di settimane di permanenza nella Billboard, seguito da American Life, il quale era rimasto per sole 14 settimane in classifica. L'album rientra però successivamente a settimane alterne nella classifica statunitense, grazie all'arrivo dell'MDNA Tour in USA, riuscendo così a diventare disco d'oro per aver superato le 500.000 copie nel paese.
Anche in Canada l'album ha debuttato alla vetta della classifica vendendo 32.000 copie, nonostante il buon piazzamento, l'album non ha né eguagliato né superato i due precedenti album in studio della cantante, Hard Candy (58.000 copie) e Confessions on a Dance Floor (74.000 copie). Dopo sole due settimane dal debutto, MDNA si allontana dal podio, fermandosi alla decima posizione, per poi uscire in modo definitivo dalla top ten nella settimana successiva.

### Europa ed Oceania
Nel Regno Unito MDNA ha avuto un buon debutto, vendendo 56.335 copie, aggiudicandosi così la vetta della classifica. Nonostante il buon piazzamento, nemmeno nella classifica inglese, l'album è riuscito ad eguagliare i precedenti Hard Candy e Confession on a Dance Floor che nella loro prima settimana avevano rispettivamente venduto 94.655 e 217.610 copie. MDNA in Regno Unito è il dodicesimo album della cantante a raggiungere la numero uno. L'album nella Official Albums Chart sembra seguire l'andamento nella Billboard 200. Anche nella classifica inglese, infatti, l'album non riesce a mantenere la prima posizione nella seconda settimana, e con sole 17.574 copie, perde sei posizioni, fermandosi alla numero 7. Nella terza settimana crolla ancora, scendendo fino alla 13ª posizione. MDNA risulta così essere il primo album della cantante a non occupare la prima posizione nella terza settimana in classifica, dopo Like a Virgin che nel 1984 non debuttò in top ten, ma alla posizione 74, e raggiunse la prima posizione dopo quarantaquattro settimane.
L'album ha riscontrato molto successo in Russia, dove ha debuttato alla prima posizione con oltre 26.000 copie vendute. MDNA è il tredicesimo album straniero ad aver raggiunto la prima posizione in Russia in tre anni. È stato certificato cinque volte disco di platino dalla Universal Music Russia, dopo un solo mese dalla pubblicazione, ed ha superato il milione e mezzo di ascolti sul sito musicale di streaming Yandex.Music.
In Australia l'album ha debuttato alla prima posizione ed è stato certificato disco d'oro per aver venduto oltre 35.000 copie. MDNA è così divenuto il decimo album di Madonna a raggiungere la vetta della classifica australiana, e ciò la rende la terza artista con maggiori album alla numero uno e la cantante solista donna di maggior successo in Australia. In Nuova Zelanda l'album ha debuttato alla terza posizione, ed è rimasto in classifica per sole tre settimane, terminando la sua permanenza alla posizione numero 37.

## Classifiche

### Classifiche internazionali
| Classifica          | Posizione massima |
| ------------------- | ----------------- |
| Argentina           | 1                 |
| Australia           | 1                 |
| Austria             | 3                 |
| Belgio (Fiandre)    | 1                 |
| Belgio (Vallonia)   | 3                 |
| Canada              | 1                 |
| Danimarca           | 1                 |
| Finlandia           | 1                 |
| Francia             | 2                 |
| Germania            | 3                 |
| Giappone            | 1                 |
| Grecia              | 1                 |
| Irlanda             | 1                 |
| Italia              | 1                 |
| Norvegia            | 2                 |
| Nuova Zelanda       | 3                 |
| Paesi Bassi         | 1                 |
| Polonia             | 1                 |
| Portogallo          | 2                 |
| Repubblica Ceca     | 1                 |
| Regno Unito         | 1                 |
| Spagna              | 1                 |
| Stati Uniti         | 1                 |
| Svezia              | 1                 |
| Svizzera            | 2                 |
| Svizzera (Romandie) | 1                 |
| Ungheria            | 1                 |

### Classifiche di fine anno
| Classifica (2012)           | Posizione |
| --------------------------- | --------- |
| Argentina (edizione deluxe) | 12        |
| Belgio (Fiandre)            | 5         |
| Belgio (Vallonia)           | 23        |
| Canada                      | 8         |
| Danimarca                   | 12        |
| Finlandia                   | 3         |
| Francia                     | 4         |
| Germania                    | 7         |
| Giappone                    | 83        |
| Italia                      | 15        |
| Messico                     | 10        |
| Paesi Bassi                 | 3         |
| Regno Unito                 | 81        |
| Russia                      | 1         |
| Spagna                      | 23        |
| Stati Uniti                 | 13        |
| Svezia                      | 21        |
| Svizzera                    | 13        |